# ABU TV Song Festival 2012
L'ABU TV Song Festival 2012 è stata la prima edizione degli ABU TV Song Festival. La prima edizione era originalmente in programma a Mumbai il 26 e il 28 novembre 2010, ma i due eventi (compreso l'ABU Radio Song Festival 2012), sono stati rinviati al 14 ottobre 2012, quando si sono svolti a Seul, in Corea del Sud, nella KBS Hall.

## Storia
Il progetto di questo concorso è stato annunciato nel 2007 dall'UER, produttore dell'Eurovision Song Contest, che ha annunciato che stava vendendo il format ad una società asiatica che voleva indire un concorso simile in Asia.
Originariamente è stato chiamato Asiavision Song Contest ma poi, grazie all'accordo con Asia-Pacific Broadcasting Union, il concorso è stato ribattezzato Our Sound. Infine, il concorso è stato nominato ABU Radio Song Festival.

## Nazioni partecipanti
Dodici nazioni hanno espresso la volontà di partecipare all'ABU Tv Song Festival, ma il 14 settembre la Mongolia si è ritirata dalla competizione.
| Nr | Nazione       | Lingua           | Artista                              | Canzone                  | Traduzione italiana      |
| -- | ------------- | ---------------- | ------------------------------------ | ------------------------ | ------------------------ |
| 1  | Singapore     | Malese           | Taufik Batisah                       | Usah Lepaskan            | Non andare via           |
| 2  | Australia     | Inglese          | Havana Brown                         | We Run the Night         | Noi corriamo nella notte |
| 3  | Sri Lanka     | Singalese        | Arjuna Rookantha & Shanika Madhumali | "Me Jeewithe             | Questa vita              |
| 4  | Malaysia      | Malese           | Hafiz                                | Awan Nano                | Nano-clouds              |
| 5  | Vietnam       | Vietnamita       | Lê Việt Anh                          | Mây                      | Nuvole                   |
| 6  | Giappone      | Giapponese       | Perfume                              | Spring of Life           | -                        |
| 7  | Hong Kong     | Cantonese        | Alfred Hui                           | Ma Yi (螞蟻)             | La formica               |
| 8  | Indonesia     | Indonesiano      | Maria Calista                        | Karena Ku Sanggup        | Perché io posso          |
| 9  | Cina          | Mandarino        | Cao Fujia                            | Qian gua (牵挂)          | Non ti preoccupare       |
| 10 | Afghanistan   | Harazagy         | Hameed Sakhizada (حمید سخی زاده)     | "Folk Music" (Malestani) | -                        |
| 11 | Corea del Sud | Coreano, inglese | TVXQ (동방신기)                      | "Catch Me"               | Prendimi                 |

## Broadcasting internazionale
- Afghanistan Radio Television Afghanistan
- Australia SBS One (28 Ottobre 2012) / SBS Two (1 Novembre 2012)[3]
- Cina China Central Television
- Hong Kong Television Broadcasts Limited (10 Novembre 2012)
- Indonesia Televisi Republik Indonesia (3 Novembre 2012)
- Giappone Japanese Broadcasting Corporation
- Malaysia Radio Televisyen Malaysia (4 Gennaio 2013)
- Singapore MediaCorp Suria (Novembre 2012)[3]
- Corea del Sud KBS 1TV (21 Ottobre 2012)[3]
- Sri Lanka MTV Channel
- Vietnam Vietnam Television